# Cauramiervogel
De cauramiervogel (Myrmelastes caurensis) is een zangvogel uit de familie Thamnophilidae (miervogels).

## Verspreiding en leefgebied
Deze soort komt voor in het noorden van het Amazonegebied en telt twee ondersoorten:
- M. c. aurensis: zuidelijk-centraal Venezuela.
- M. c. australis: zuidelijk Venezuela en noordelijk Brazilië.

## Status
De grootte van de populatie is niet gekwantificeerd maar de soort wordt omschreven als schaars. Op de Rode lijst van de IUCN heeft deze soort de status niet bedreigd.